# Connor McGovern
Connor McGovern (Fargo, 27 aprile 1993) è un giocatore di football americano statunitense che milita nel ruolo di guardia per i Buffalo Bills della National Football League (NFL).

## Carriera

### Denver Broncos
Dopo avere giocatore al college all'Università del Missouri, McGovern fu scelto dai Denver Broncos nel corso del quinto giro (144º assoluto) del Draft NFL 2016.
Dopo non essere mai sceso in campo nella sua stagione da rookie, McGovern disputò 15 partite, di cui le ultime 5 come titolare come guardia destra al posto dell'infortunato Ronald Leary.
Nel 2018 McGovern fu nominato a inizio stagione guardia destra titolare dopo che Ronald Leary fu spostato sul lato sinistro, battendo la concorrenza di Max Garcia. Nella settimana 11 fu spostato nel ruolo di centro dopo l'infortunio di Matt Paradis e da quel momento ricoprì tale ruolo come titolare per il resto dell'annata.
Nel 2019 McGovern fu nominato centro titolare dopo che Paradis lasciò la squadra come free agent, giocando come titolare tutte le 16 partite.

### New York Jets
Il 17 marzo 2020 McGovern firmò con i New York Jets un contratto triennale del valore di 27 milioni di dollari.

### Buffalo Bills
Il 13 marzo 2023 McGovern firmò con i Buffalo Bills un contratto triennale del valore di 23 milioni di dollari.